# Barche passeggeri Khlong Saen Saep

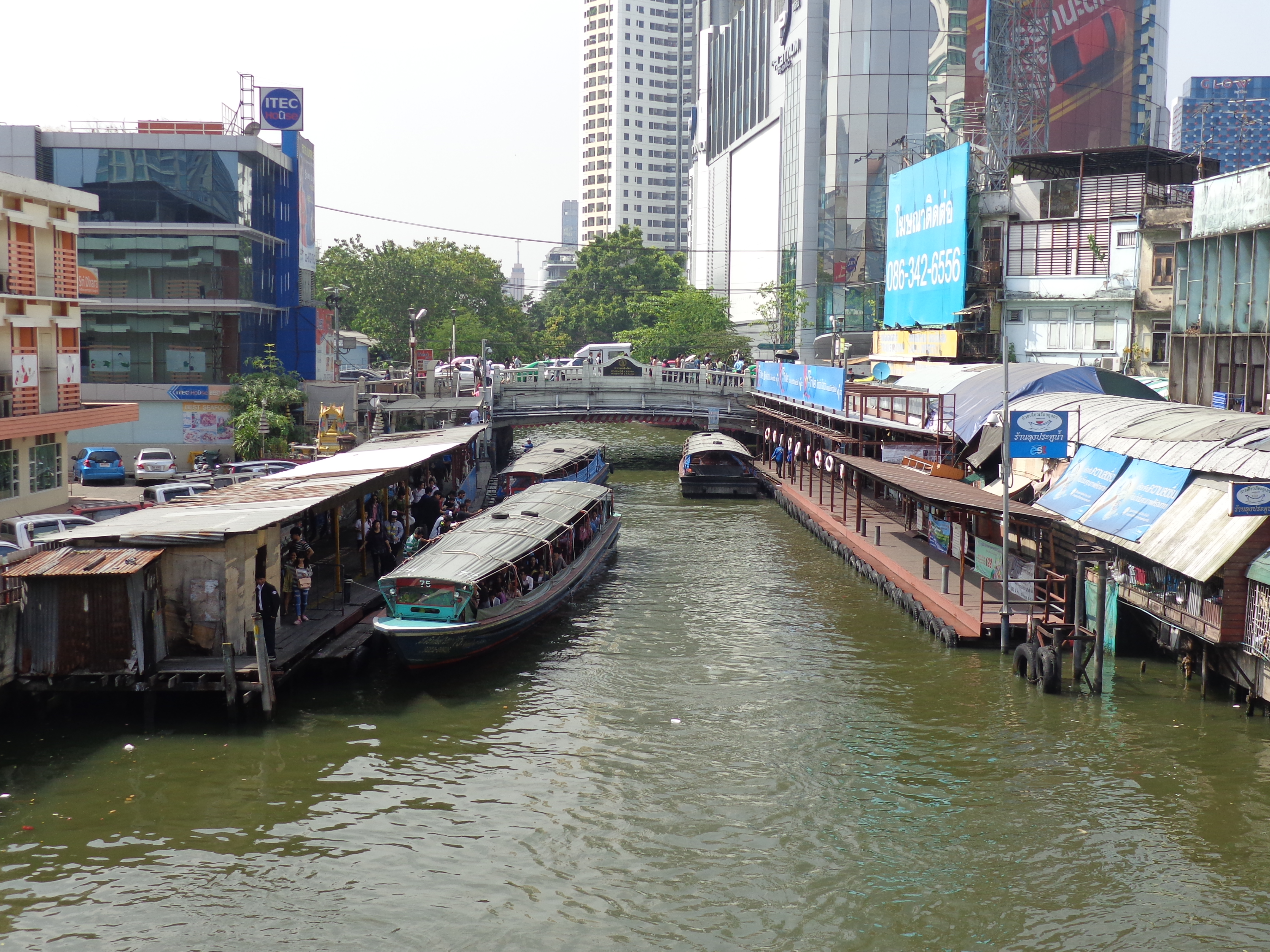
I due moli delle Khlong Saen Saep di Pratunam, dove si collegano le due linee che compongono il servizio

Le barche per il trasporto passeggeri sul Khlong Saen Saep (in lingua thai: เรือโดยสารคลองแสนแสบ, RTGS: Ruea Doisa Khlong Saen Saep, letteralmente: barca passeggeri Khlong Saen Saep) sono un servizio di imbarcazioni adibite al trasporto pubblico locale fluviale di passeggeri lungo il Khlong Saen Saep, uno dei canali che attraversano il centro di Bangkok, in Thailandia.
Il trasporto è veloce ed economico; le imbarcazioni attraversano per 18 chilometri a velocità sostenuta zone dove il traffico stradale è intenso. Il servizio ha una dubbia reputazione dovuta alle condizioni ambientali in cui si svolge e all'inquinamento del canale. In particolare la velocità delle barche crea alte onde con abbondanti oscillazioni degli abitacoli soprattutto quando due scafi si incrociano. Sono impiegate 100 imbarcazioni che trasportano 60 000 passeggeri al giorno.
Vi sono a Bangkok altri servizi di trasporto pubblico fluviale, che insieme alla metropolitana cittadina e ai treni sopraelevati (BTS Skytrain e Airport Rail Link) sono i mezzi più efficaci per evitare il caotico traffico cittadino.

## Imbarcazioni

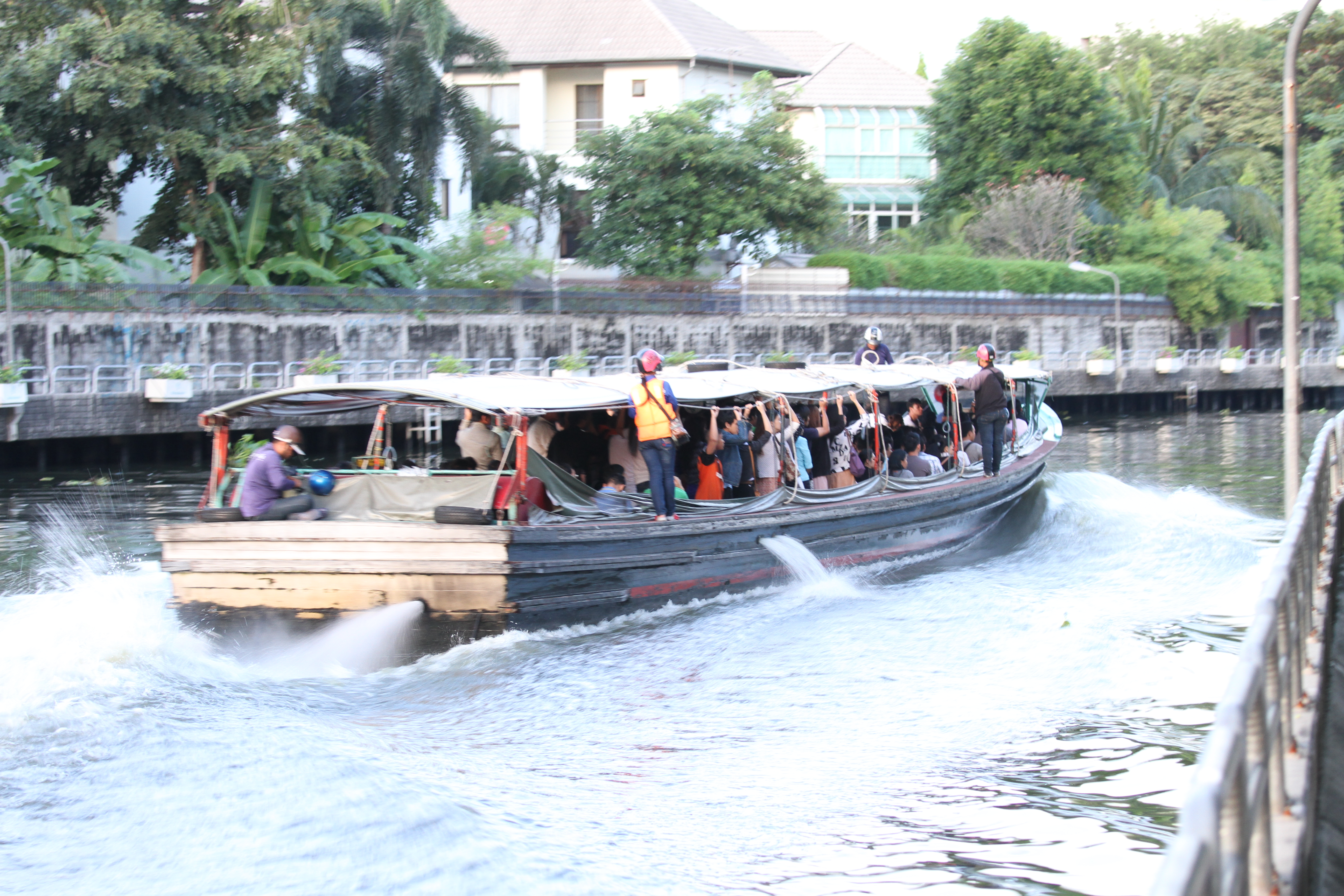

Il servizio è simile a quello offerto dalle Chao Phraya Express Boat che navigano lungo il fiume Chao Phraya della capitale, ma offre imbarcazioni di dimensioni più ridotte e con una diversa distribuzione dei posti a sedere. I passeggeri hanno accesso alla barca passando sopra la fiancata senza passerella e si accomodano su basse e lunghe panche che occupano l'intero spazio tra una fiancata e l'altra. Vi sono molte di queste panche per un totale di 40-50 posti a sedere fino alla parte finale della barca dove ha sede l'ampio vano motore. L'abitacolo del guidatore si trova a prua, protetto dagli schizzi d'acqua con vetrate che gli coprono anche i fianchi. La zona passeggeri ha un tetto in telo di plastica che viene abbassato quando si passa sotto ai ponti più bassi, mentre per proteggersi dall'acqua sui fianchi i passeggeri hanno a disposizione corde con maniglie che attraverso un sistema di carrucole alzano e abbassano un telo disposto sopra la fiancata.

## Linee
Le linee offerte dal servizio sono due che coprono due tratti contigui del canale e si incontrano al molo di Pratunam, distretto centrale dello shopping.
1. La linea Golden Mount è quella occidentale e ha il capolinea al molo di Phan Fa Lilat, nei pressi del monte d'oro (thai: ภูเขาทอง, Phu Khao Thong; inglese Golden Mountain) e nel punto di incontro tra i grandi viali Ratchadamnoen Klang e Ratchadamnoen Nok, non lontano dal campo reale su cui si affacciano i tradizionali palazzi storici di Bangkok. Tra questo molo e quello di Pratunam vi sono 4 moli per le fermate intermedie lungo un percorso che dura 16 minuti. A circa 200 metri dal molo di Hua Chang si trova la stazione Ratchathewi della linea Sikhumwit del Bangkok Skytrain, ferrovia sopraelevata cittadina.
2. La linea NIDA è quella orientale e ha il capolinea al molo di Wat Sriboonreung dove arriva la soi Ramkhamhaeng 51, in prossimità del National Institute of Development Administration (NIDA) nella zona centro-occidentale di Bangkok. Tra questo molo e quello di Pratunam vi sono 21 moli per le fermate intermedie lungo un percorso che dura 40 minuti. Adiacente al molo di Asok vi è la stazione di Phetchaburi della linea blu della metropolitana di Bangkok. A circa 400 metri dallo stesso molo vi è la stazione di Makkasan dell'Airport Rail Link, il treno sopraelevato che collega il centro città con l'aeroporto Suvarnabhumi.

## Biglietti e orari
Il prezzo del biglietto varia a seconda della distanza percorsa, nell'ottobre del 2017 era compreso tra 10 e 20 baht. Si può fare un biglietto unico tra località delle due diverse linee e cambiare barca a Pratunam, conservando il biglietto. Gli addetti all'ormeggio e alla movimentazione del tetto sono gli stessi che vendono e controllano i biglietti. Il servizio è in funzione dalle 5,30 del mattino alle 8,30 della sera o alle 7 della sera nei fine settimana, con barche che passano ogni 15-20 minuti.

## Storia
Il canale (khlong) Saen Saep fu fatto costruire da re Rama III durante la guerra tra Siam e Vietnam per il controllo della Cambogia, per il trasporto di truppe e armi verso il mare. La costruzione ebbe inizio nel 1837 e ultimata nel 1840. Il canale inizia al Khlong Mahanak (thai: คลองมหานาค) vicino alla fortezza Mahakan (thai: ป้อมมหากาฬ) di Bangkok e si immette nel fiume Bang Pa Kong nella provincia di Chachoengsao.